# Kazimierz Nitsch

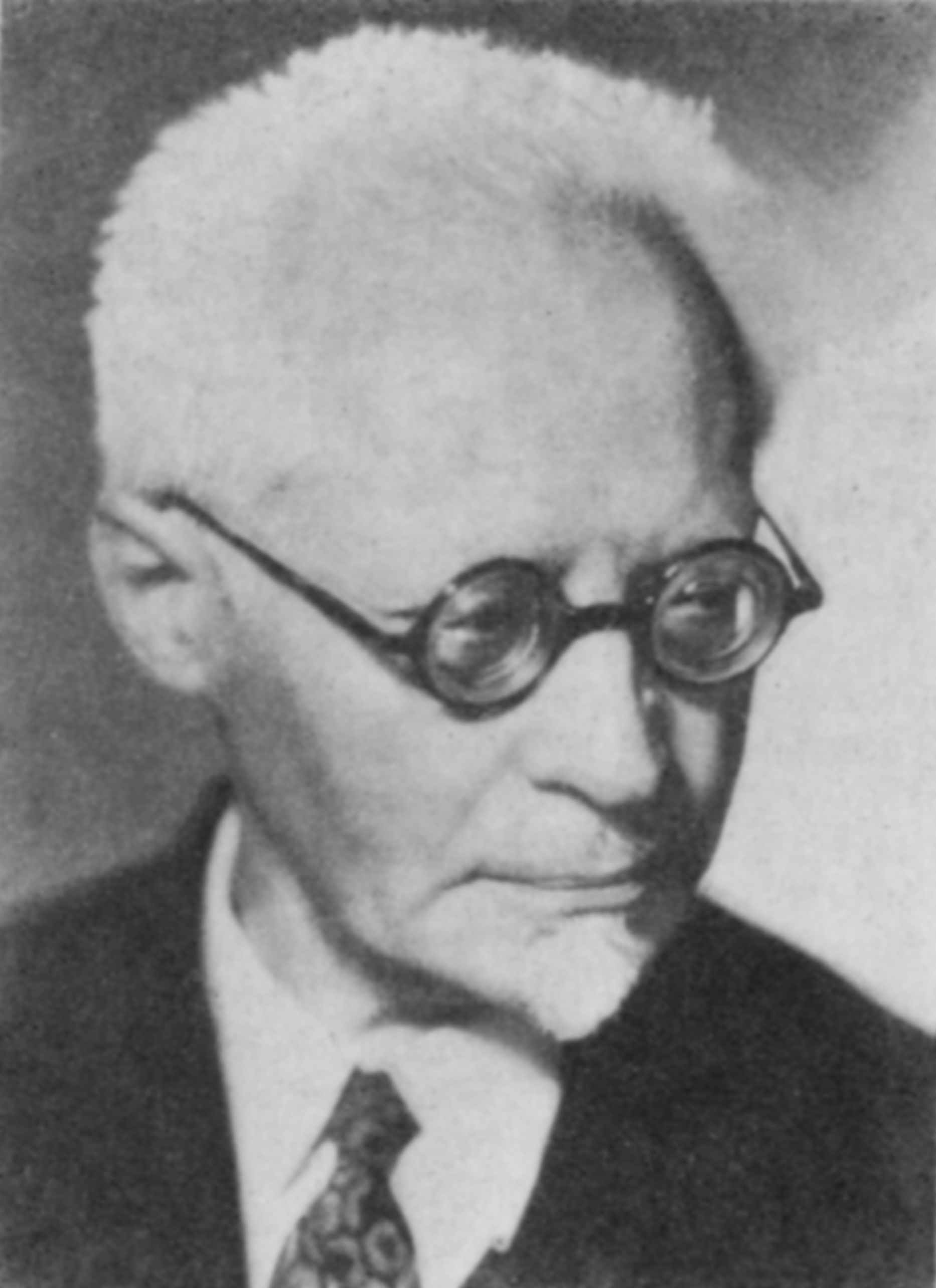
Kazimierz Nitsch

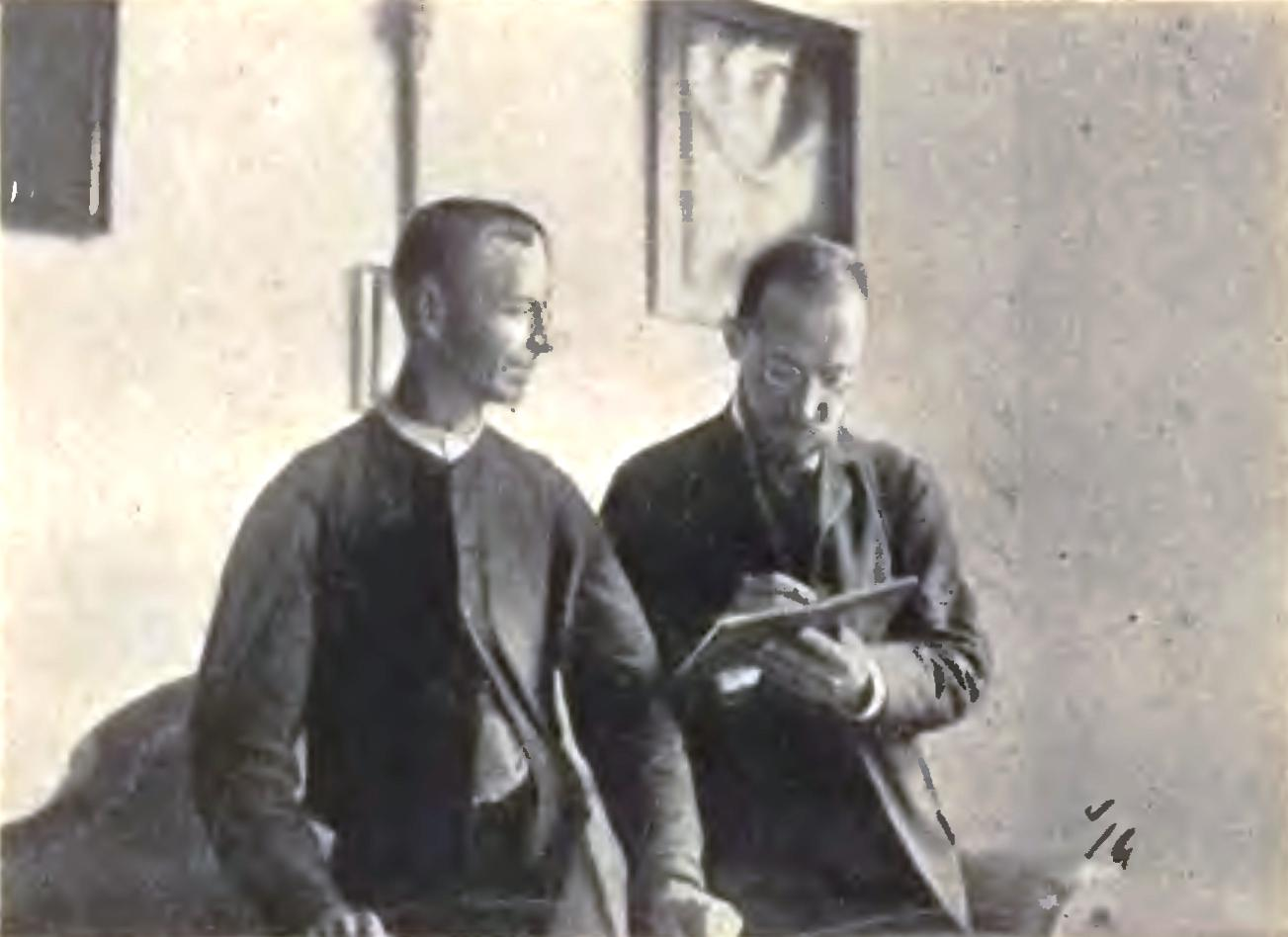
Kazimierz Nitsch (rechts) bei der Feldforschung (vor 1912)

Kazimierz Ignacy Nitsch (geboren 1. Februar 1874 in Krakau, Österreich-Ungarn; gestorben 26. September 1958 in Krakau) war ein polnischer Slawist.

## Leben
Kazimierz Nitsch war ein Sohn des Architekten Maksymilian Nitsch (1843–1890). Er besuchte das St.-Anna-Gymnasium und studierte ab 1891 Polonistik bei Lucjan Malinowski und  Jan Baudouin de Courtenay an der Universität Krakau. Er machte 1897 das Lehrerexamen für Polnisch und klassische Philologie, wurde 1898 promoviert und arbeitete bis 1910 als Gymnasiallehrer. 1901 forschte er über die Sprache der Kaschubei. Zwischen 1903 und 1905 studierte er in Prag und Paris und habilitierte sich 1905 in Krakau. Zwischen 1907 und 1909 forschte er auf dem Balkan, in Wien, St. Petersburg und Moskau.
Nitsch wurde 1910 a. o. Professor für polnische Sprachwissenschaft in Krakau. Er wurde 1911 als korrespondierendes Mitglied in die Polska Akademia Umiejętności (PAU) aufgenommen. 1913 heiratete er die Schriftstellerin und Literaturkritikerin Aniela Gruszecka.
Während des Ersten Weltkriegs erhielt er 1917 eine Professur für slawische Philologie in Lemberg. Bei der Pariser Friedenskonferenz gehörte er zur polnischen Delegation, als es um die Staatsgrenzen Polens ging. 1920 kehrte er nach Krakau zurück, wo er 1924 ordentliches Mitglied der PAU wurde und 1929 eine Professur für polnische Sprache erhielt. Zum Ende des Studienjahres 1938/39 wurde er emeritiert. 1920 gründete er mit Jan Michał Rozwadowski und Jan Łoś die wissenschaftliche Gesellschaft Towarzystwo Miłośników Języka Polskiego. Seit 1919 war er Mitarbeiter der wissenschaftlichen Zeitschrift Język Polski, die er von 1929 bis 1958 mit der Unterbrechung während der deutschen Besetzung leitete.
Nach der deutschen Eroberung Polens wurde Nitsch im November 1939 im Zuge der Sonderaktion Krakau mit 182 anderen Hochschullehrern von den deutschen Besatzern verhaftet und in das Konzentrationslager Sachsenhausen verschleppt sowie misshandelt. Nitsch wurde nach internationalen Protesten zusammen mit den älteren Professoren im Februar 1940 aus der Konzentrationslagerhaft nach Krakau entlassen.
Dort schlug er sich als Bibliothekar in der Jagiellonischen Bibliothek durch und beteiligte sich an der Untergrunduniversität. Nach Kriegsende war er von 1946 bis 1957 Präsident der PAU und von 1953 bis 1958 Leiter des Instituts für Sprachwissenschaft der Polnischen Akademie der Wissenschaften (PAN) in Krakau. Als es nach 1945 um die Polonisierung der Wiedergewonnenen Gebiete ging, gehörte er 1946 zu der Komisja Ustalania Nazw Miejscowości (Sprachkommission). Seit 1947 war er korrespondierendes Mitglied der Akademie der Wissenschaften der UdSSR.

## Schriften (Auswahl)
- Mowa ludu polskiego. Krakau : Frommer, 1911
- Dialekty języka polskiego. 1915. Neuauflagen
- Studia z historii polskiego słownictwa. Krakau: PAU, 1948
- Ze wspomnień językoznawcy. Wyd. 1. Warschau: PWN, 1960
- Mały atlas gwar polskich. Breslau : Zakład Narod. Im. Ossolińskich, 1969